# 马蒂亚斯·埃特里希
马蒂亚斯·埃特里希（Matthias Ettrich，1972年6月14日－）生於巴登-符腾堡州的比蒂格海姆-比辛根，是德國的電腦科學家，因為對KDE和LyX專案的貢獻而聞名於世。

## 自由軟體
埃特里希於1995年創立並推動LyX專案，最初設想為大學團隊的專案。LyX是LaTeX的圖形前端。
由於LyX的主要目標平台是Linux，他開始探索不同的方法來改善圖形使用者介面，最終導致KDE的誕生。埃特里希於1996年成立KDE，他在Usenet提出了類Unix系統上｢一致性、美觀的自由桌面環境｣（consistent, nice looking free desktop-environment）並使用Qt作為其部件工具包。
2009年11月6日，因為埃特里希對自由軟體的貢獻，其被授予聯邦十字勳章。

## 外部連結
- The People Behind KDE: Interview with Matthias Ettrich (2000) （页面存档备份，存于）
- The People Behind KDE: Interview with Matthias Ettrich (2004) （页面存档备份，存于）